# دهه ۱۲۰ (میلادی)
دهه ۱۲۰ (میلادی) دهه دوازدهم تقویم میلادی است.
‎